# エヴァの告白
『エヴァの告白』（エヴァのこくはく、The Immigrant）は、2013年のアメリカ合衆国のドラマ映画。監督・脚本・製作はジェームズ・グレイ、出演はマリオン・コティヤールとホアキン・フェニックスなど。1921年に戦火のポーランドを逃れて新天地のアメリカへ渡って来た移民の女性が、過酷な運命に翻弄されながら懸命に生きる姿を描いている。
2013年5月の第66回カンヌ国際映画祭において初上映され、パルム・ドールを争った。
日本公開時のキャッチコピーは、「祈りは叶わず、希望はつぶされ、愛に裏切られ、ただ生きようとした。それが、罪ですか――。」である。

## ストーリー
1921年のニューヨーク。ポーランドから移民としてアメリカに入国した敬虔なクリスチャンの女性エヴァは、同行していた妹マグダが入国審査で結核と診断されて収容されてしまったうえ、頼りにしていたニューヨーク在住の叔母が迎えに来なかったため、強制送還されそうになる。そんなエヴァを興行師のブルーノが救い出すが、彼は裏で売春を斡旋していた。妹を引き取る金を稼ぐ必要のあったエヴァは、やがて売春婦に身を落とすが、その一方でブルーノはエヴァに激しく憎まれながらも彼女を深く愛するようになる。ところが、エヴァがブルーノの従兄弟でマジシャンのオーランドと互いに惹かれ合うようになると、遊び人でいい加減な彼をかねてより毛嫌いしていたブルーノはオーランドと激しく対立し、ついにはオーランドを刺し殺してしまう。その様子を見ていたエヴァの売春仲間の女性は、ブルーノに特別扱いされているエヴァへの憎しみから警察に彼女の犯行だと密告する。
警察に追われるエヴァをかばって警官たちに激しい暴行を受けたブルーノは、なじみの移民管理局職員を買収してマグダを連れ出し、エヴァとともに遠くに逃がすことにする。エヴァはブルーノに感謝するが、彼はエリス島で目をつけたエヴァを強制送還されそうになるように仕向けたことを告白し、自分は感謝に値する人間ではないと吐き捨てる。エヴァは泣きながら拳をブルーノを叩きつけながらも「あなたはクズなんかじゃない」と応える。マグダと再会したエヴァはブルーノの指示通り島を後にする。そんなエヴァをブルーノは物陰から見送ると、黙ってその場を後にする。

## キャスト
※括弧内は日本語吹替
- エヴァ・シブルスカ: マリオン・コティヤール（魏涼子） - ポーランド移民の女性。
- ブルーノ・ワイス: ホアキン・フェニックス（松本保典） - 表向きは興行師。裏で売春を斡旋。
- オーランド（エミール）: ジェレミー・レナー（加瀬康之） - マジシャンで読心術師。ブルーノの従兄弟。
- ロジー・ヘルツ: エレーナ・ソロヴェイ（英語版）（入江純） - ショーパブの女経営者。ブルーノの雇い主。
- ベルヴァ: ダグマーラ・ドミンスク（まつだ志緒理） - エヴァの同僚。
- エディタ・ビストリッキー: マヤ・ワンパブスキー（英語版） - エヴァの叔母。
- マグダ・シブルスカ: アンジェラ・サラフィアン（中村綾） - エヴァの妹。
- ヴォイテック・ビストリッキー: イリア・ヴォロック（英語版） - エディタの夫。
- トーマス・マックナリー: アントニ・コローネ（英語版） - エリス島の移民管理局職員。
- ロジャー: ディラン・ハーティガン（英語版） - オーランドに頼まれて代わりにエヴァを買った少年。
- バンディッツ・ルースト・タート: ディーディー・ルキシー - エヴァの同僚。
- 配達夫の少年: ガブリエル・ラッシュ
- 宣教師: ケヴィン・キャノン（英語版）

## 製作
原題『The Immigrant』に確定するまでの仮のタイトルとして『Low Life』『The Nightingale』が使われていた。
本作の内容はフィクションであるが、監督・脚本を務めたジェームズ・グレイは、自分の父方の祖母（ロシア系ユダヤ人）の実体験やエリス島で生き別れになった姉妹の実話などから着想を得ているとしており、エヴァがバナナの食べ方を知らないというエピソードは祖母の実体験そのままである。また、ブルーノのモデルは母方の曾祖父の知人で売春斡旋をしていたマックス・ホックスティム、オーランドのモデルはマジシャンで読心術師だった実在の人物テッド・アンネマンである。グレイは脚本執筆にあたり、エヴァとブルーノはそれぞれマリオン・コティヤールとホアキン・フェニックスに当て書きしたと述べている。
フランス人であるコティヤールはポーランド人であるエヴァを演じるにあたり、エヴァがドイツとポーランドの間のシュレジエン出身という設定であることから、若干ドイツ語なまりのあるポーランド語をマスターした。
ジェレミー・レナーは主演映画『ボーン・レガシー』の撮影中だったが次のロケ場所に移るまでの間の少しの休みを利用して、本作に出演した。

## 公開
本作は当初、2013年に北米で公開される予定だったが、配給元のワインスタイン・カンパニーは2014年春に公開したほうが興行収入が見込めるとして、公開を延期した。

## 評価
2014年1月4日現在、映画批評集積サイトRotten Tomatoesには、112件のレビューがあり、批評家支持率は85％、平均点は10点満点で7.50点となっており、批評家の一致した見解は「美しい映像、ジェームズ・グレイの自信に満ちた演出、そしてマリオン・コティヤールの力強い演技が相まって、『エヴァの告白』は見応えのある時代劇に仕上がっている。」である。
Metacriticには、34件のレビューがあり、高評価は29件、賛否混在は5件、低評価はなく、平均点は100点満点で77点となっている。

### 受賞
- 第80回ニューヨーク映画批評家協会賞[12]
  - 主演女優賞 - マリオン・コティヤール（『サンドラの週末』と合わせて受賞）
  - 撮影賞 - ダリウス・コンジ
- 第35回ボストン映画批評家協会賞[13]
  - 主演女優賞 - マリオン・コティヤール（『サンドラの週末』と合わせて受賞）
- 第18回トロント映画批評家協会賞[14]
  - 主演女優賞 - マリオン・コティヤール